# Hunyady Margit
Kéthelyi Hunyady Margit (Kisvarsány, 1854. február 21. – Budapest, 1906. augusztus 24.) drámai színésznő.

## Élete
A református kéthelyi Hunyady család köznemesi ágának a sarja. Hunyady Margit 1854. február 21-én született a Szabolcs vármegyei Kisvarsányban, birtokos nemesi családban. Apja kéthelyi Hunyadi Sándor járási főszolgabíró, anyja gencsi Balásházy Katalin (1829–1896) volt. Anyai nagyapja balásházi és gencsi Balásházy János (1797–1857) ügyvéd, szolgabíró volt. 1873-ban kötött házasságot Szathmáry Árpád színésszel. Bródy Sándor szerelméből született Hunyady Sándor törvénytelen gyermeke 1890-ben.
1871. július 10-én kezdte pályáját Szatmáron, Szathmáry Károly társulatánál, majd nagyobb vidéki színházakban, köztük Kolozsváron működött, ahol szende és drámai szerepeket játszott. 1880. április 14-én mint vendég fellépett a Nemzeti Színházban, a Fény árnyaiban, Charlotte szerepében. 1880-ban Mándoky Bélánál működött, Aradon. 1883–84-ben Nagy Vincénél, 1885-ben Gerőffynél, 1886–87-ben Krecsányi Ignácnál, 1889–91-ben Kolozsvárt. 1896. március havában elbúcsúzott a kolozsvári közönségtől Fedora címszerepében, Budapestre, a megnyíló Vígszínházhoz szerződött. Játékát egyszerűség, természetesség és szenvedélyesség jellemezte.
Sírjánál Faludi Miklós és Kazaliczky Antal búcsúztatták. Sírkőfelirata: »Minden bánatnak van oltogató könnye«. (A Szigetvári vértanukból. Anna monológja). 
Főképp szalondarabok hősnőit alakította, de színdarabot, verseket, cikkeket is írt.

## Főbb művei
- Régi világ (színmű, Vígszínház, 1902)

Lefordította Alphonse Daudet Sapho című színművét is. (Bemutató: Kolozsvár, 1893. március 25.)

## Szerepei
- Lecouvreur Adrienne (Scribe–Legouvé)
- Du Hamelné (Belot: A 47. cikk)
- Aigrevillené (Feydeau: A nőszabó)
- Juana (Echegaray: Őrült vagy szent)